# Schizocephala bicornis
Schizocephala bicornis es una especie de mantis de la familia Mantidae.

## Distribución geográfica
Se encuentra en la India, Nepal, y las islas de la Sonda.